# Liechtenstein közigazgatása
Liechtenstein (hivatalosan Liechtenstein Hercegség, Fürstentum Liechtenstein, alemannul Liachtaschta, vagy Förschtatum Liachtaschta) európai törpeállam Ausztria és Svájc között, az osztrák Vorarlberg tartománnyal és a svájci Sankt Gallen kantonnal határos. Európa negyedik és a Föld hatodik legkisebb országa. Svájchoz fűzik komoly kapcsolatok, Svájc látja el a kis hercegség védelmét, Liechtenstein külpolitikailag is Svájchoz igazodik, továbbá svájci frankot használ.
Az ország területét 11 községre osztják:
| Zászló                                      | Irányítószám és településnév | Lakosság (2006. december 31.) | terület (km²) | Települések                                        |
| ------------------------------------------- | ---------------------------- | ----------------------------- | ------------- | -------------------------------------------------- |
| Unterland választási kerület (Schellenberg) |                              |                               |               |                                                    |
| Ruggell                                     | 9491 Ruggell                 | 1920                          | 7,4           | Ruggell                                            |
| Schellenberg                                | 9488 Schellenberg            | 1032                          | 3,5           | Schellenberg                                       |
| Gamprin                                     | 9487 Gamprin                 | 1463                          | 6,1           | Gamprin, Bendern                                   |
| Eschen                                      | 9492 Eschen                  | 4141                          | 10,3          | Eschen, Nendeln                                    |
| Mauren                                      | 9493 Mauren                  | 3718                          | 7,5           | Mauren, Schaanwald                                 |
| Oberland választási kerület (Vaduz)         |                              |                               |               |                                                    |
| Schaan                                      | 9494 Schaan                  | 5747                          | 26,8          | Schaan                                             |
| Planken                                     | 9498 Planken                 | 387                           | 5,3           | Planken                                            |
| Vaduz                                       | 9490 Vaduz                   | 5070                          | 17,3          | Vaduz                                              |
| Triesenberg                                 | 9497 Triesenberg             | 2566                          | 29,8          | Triesenberg, Masescha, Silum, Gaflei, Steg, Malbun |
| Triesen                                     | 9495 Triesen                 | 4674                          | 26,4          | Triesen                                            |
| Balzers                                     | 9496 Balzers                 | 4450                          | 19,6          | Balzers, Mäls                                      |

## Fordítás
- Ez a szócikk részben vagy egészben  a   Verwaltungsgliederung Liechtensteins című német Wikipédia-szócikk fordításán alapul.  Az eredeti cikk szerkesztőit annak laptörténete sorolja fel. Ez a jelzés csupán a megfogalmazás eredetét és a szerzői jogokat jelzi, nem szolgál a cikkben szereplő információk forrásmegjelöléseként.